# Taniny

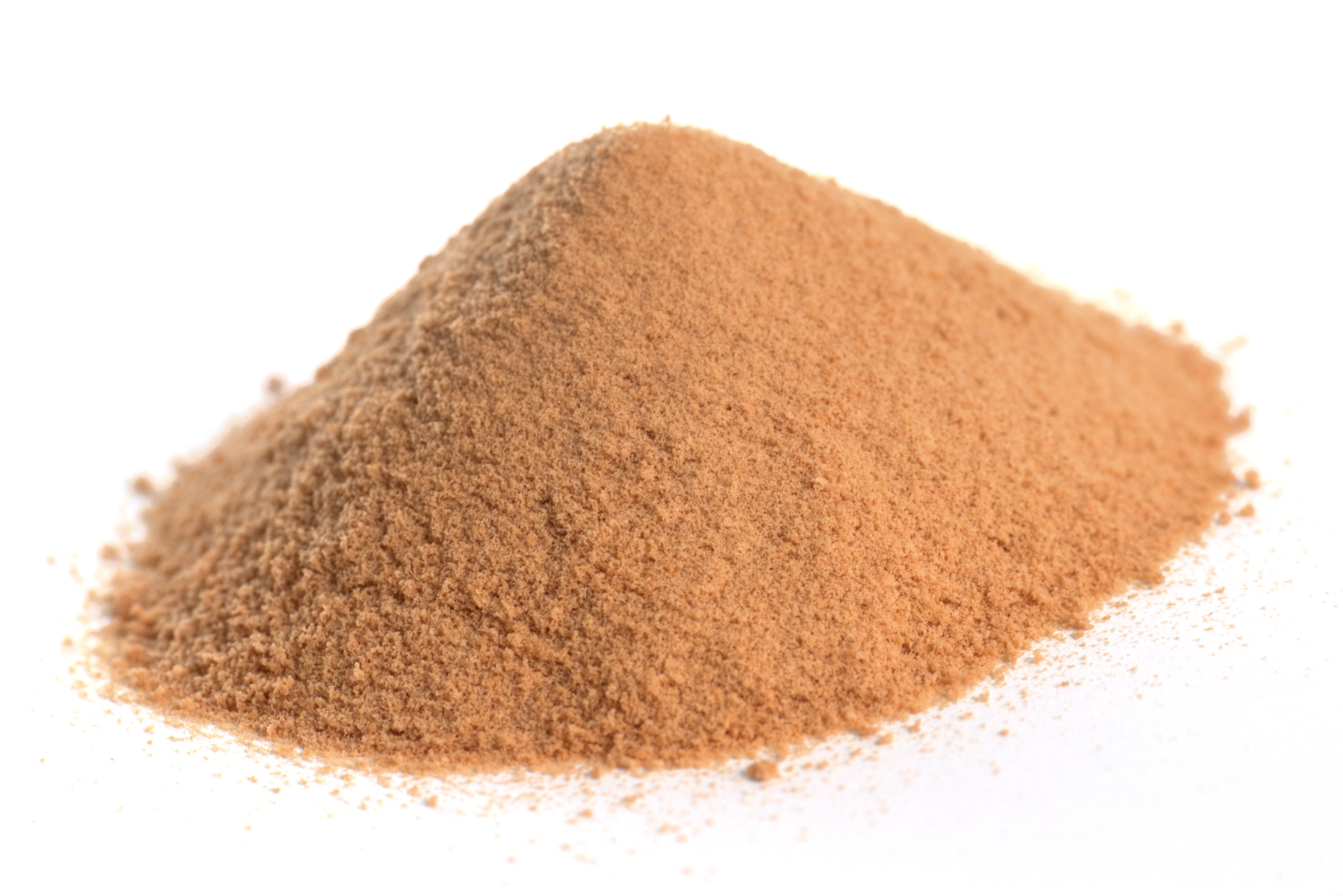
Proszek taninowy, mieszanka wieloskładnikowa

Taniny (garbniki roślinne, garbniki naturalne, E181) – grupa organicznych związków chemicznych, pochodne fenoli, naturalnie wytwarzane przez rośliny. Masa cząsteczkowa tanin mieści się w zakresie od kilkuset do kilku tysięcy Da. Wyróżniane są taniny łatwo hydrolizujące oraz skondensowane. Pierwsza grupa to związki powstałe w wyniku polimeryzacji kwasu galusowego lub innych kwasów fenolowych oraz cukrów, zwykle glukozy. Grupa ta łatwo ulega hydrolizie kwasowej. Druga grupa ulega hydrolizie jedynie przy zastosowaniu silnych kwasów. Taniny skondensowane tworzone są przez łączenie flawonoidów. Taniny nadają roślinom cierpki, nieprzyjemny smak, wykazują też działanie toksyczne w tym powodują denaturację białek. Polimeryzowane i przechowywane są w tanosomach. W roślinie pełnią funkcję obronną odstraszając zwierzęta roślinożerne. Taniny wydzielane przez rośliny wykazują także działanie allelopatin. Zdolność denaturacji białek została wykorzystana przez człowieka w garbarstwie. Denaturacja włókien kolagenowych, obecnych w skórach zwierzęcych, powoduje, że białka te stają się trudno dostępne dla drobnoustrojów.

## Rola i właściwości
Badania nad fizjologiczną funkcją tanin rozpoczął na początku XX wieku Emil Fischer. Są najpowszechniej występująca grupą roślinnych metabolitów wtórnych. Mogą stanowić od 5% do 10% suchej masy liści drzew. Zapewniają obronę zarówno przed roślinożernymi owadami, jak i kręgowcami. Wbrew pierwotnym przypuszczeniom nie wpływają znacząco na proces trawienia białek u owadów, za to wykazują taką właściwość w układzie pokarmowym kręgowców. W przypadku owadów toksyczność tanin polega głównie na inicjowaniu reakcji prowadzących do powstania dużych ilości aktywnych form tlenu. Taniny występują w drewnie, korze, korzeniach, liściach, owocach oraz galasach.
Fizjologiczna rola garbników nie jest do końca poznana, ale wiadomo, że pełnią one rolę antyseptyków chroniących roślinę przed grzybami i owadami. Działanie bakteriobójcze (podobnie jak garbujące) polega na wiązaniu z substancjami białkowymi, z wytworzeniem związków nierozpuszczalnych. Bakterie jako substancje białkowe, przerywają swój rozwój, dzięki czemu garbniki mają pewne znaczenie lecznicze.
Garbniki rozpuszczają się w wodzie oraz w polarnych rozpuszczalnikach organicznych, np. w etanolu (także zmieszanym z eterem etylowym), acetonie i octanie etylu. Źle rozpuszczają się w rozpuszczalnikach niepolarnych, np. chloroformie, benzenie i eterze naftowym.
Taniny łatwo hydrolizujące (HTs) są ważnym składnikiem żywności wpływającym na jej smak, barwę, trwałość i inne cechy. Taniny skondensowane (PAs) decydują między innymi o strawności paszy wydajności produkcji zwierząt hodowlanych. Zwierzęta mogą częściowo neutralizować negatywny wpływ tanin dzięki wytwarzaniu białek bogatych w prolinę. Białka te są obecne w ślinie.
Stwierdzono, że kwas galusowy indukuje proces apoptozy oraz spowalnia podziały komórek, dlatego przypuszcza się, że taniny obecne w herbacie i winie mogą chronić spożywających je ludzi przed nowotworami.

## Podział

Korilagina, tanina z grupy galotanin

Garbniki naturalne można podzielić, według produktów rozkładu otrzymanych podczas ich suchej destylacji, na:
- pirogalowe
- pirokatechinowe

Inny podział uwzględniający budowę i właściwości substancji garbnikowych:
- hydrolizujące – zawierają w centrum cząsteczki monosacharyd, najczęściej glukozę lub inny poliol. Do grup hydroksylowych tej cząsteczki przyłączone są reszty kwasy galusowego lub jego pochodnych
  - elagotaniny – estry kwasu heksahydroksydifenowego i węglowodanu. kwas heksahydroksydifenowy podczas hydrolizy ulega spontanicznej laktonizacji do kwasu elagowego. Stąd nazwa grupy. Elagotaniny stwierdza się w owocach Therminalia sp., drewnie Castanea sativa oraz Quercus sp., strąkach Caesalpinia spinosa.
  - galotaniny – estry kwasu galusowego i glukozy. Wiele tego rodzaju cząsteczek połączonych jest wiązaniem depsydowym. Przykładowymi galotaninami są: galotanina turecka występująca w korze i galasach Quercus infectoria oraz Rhus coriaria, R. typhina, galotanina chińska i kwas taninowy występujące w R. semialat.
- skondensowane (proantocyjanidyny) – są polimerami flawonoidów, głównie flawan-3-oli (−)-epikatechiny (+)-katechiny, flawan-3,4-dioli lub powstają z kilku tych związków. Tego rodzaju taniny stwierdza się w niedojrzałych owocach wielu gatunków roślin, nasionach zbóż, roślin oleistych i strączkowych.

Część autorów jako oddzielną grupę wyróżnia taniny katechinowe. Są to flawan-3-ole, np. (+)-katechina (−)-epikatechina (+)-galokatechina i (−)-epigalokatechina i ich estrowe pochodne. Nie łączą się one w polimery i występują na przykład w liściach herbaty.

## Występowanie i wykrywanie
Taniny polimeryzowane i przechowywane są w tanosomach, tj. organellach występujących w zielonych organach roślin naczyniowych z różnych grup taksonomicznych. Szczególnie dużo tanin zawierają patologiczne wyrośla, powstające z powodu owadów. Zawartość garbników w roślinach jest zmienna w czasie, np. w owocach zmniejsza się w miarę ich dojrzewania.
Garbniki są czynnymi składnikami wielu surowców zielarskich takich jak: kora dębu, kłącze pięciornika, dębianka, kłącze wężownika, liść orzecha włoskiego, kora oczaru, liść jeżyny i maliny, owoce borówki czarnej, ziele rzepiku, liść poziomki, ziele pięciornika gęsiego, korzeń Krameria lappacea.
Garbniki wykrywa się słabymi roztworami soli żelaza. Barwione są przez siarczan żelaza(III) na kolor ciemnoniebieski, przez chlorek żelaza(III) na brunatnozielony, a przez dichromian potasu na kolor brunatny. Skutkiem obecności garbników jest brunatnienie niektórych produktów roślinnych (np. przecieru jabłkowego i purée z fasoli) oraz mętnienie soków owocowych i wina.

## Zastosowanie
Od kilku wieków taniny służą do wyprawiania skóry zwierzęcej, która po odpowiedniej obróbce z głównym udziałem garbników staje się trwała i nie ulega procesowi rozkładu.
W medycynie, ze względu na działanie ściągające. Koagulacja białek na powierzchni błon śluzowych prowadzi do powstania warstwy ochronnej, z czego wynikają właściwości przeciwzapalne względem stanów zapalnych skóry i błon śluzowych. Ten sam mechanizm jest odpowiedzialny za hamowanie drobnych krwawień oraz likwidację obrzmień. Galotaniny są wykorzystywane głównie zewnętrznie do likwidacji stanów zapalnych. Elagotaniny i produkty ich rozpadu poza właściwościami ściągającymi wykazują zdolność wymiatania wolnych rodników, hamują peroksydację lipidów oraz namnażanie wirusa HIV. Mają też działanie przeciwkancerogenne. Taniny łatwo hydrolizujące ulegają rozkładowi w przewodzie pokarmowym. Niektóre z nich wykazują działanie hepatotoksyczne. Taniny skondensowane są częściej stosowane wewnętrznie, między innymi w celu likwidowania biegunek. Garbniki znajdują także zastosowanie przy przeciwdziałaniu skutkom zatrucia alkaloidami.
Pirogalol powstający z kwasu galusowego jest składnikiem barwników do skór, futer oraz włosów. Jest też wykorzystywany do produkcji substancji służących do wywoływania klisz. Sam kwas galusowy jest używany w produkcji atramentu. Związek ten oraz jego pochodna, galusan propylu jest też stosowany jako dodatek do żywności jako antyoksydant. W przemyśle farmaceutycznym z kwasu galusowego wytwarza się antybiotyk o nazwie trimetoprim.
Kwas galusowy jest także używany do czernienia stali.

## Wpływ na żyzność gleby
Taniny obecne w martwej materii organicznej, ściółce regulują szybkość mineralizacji węgla i azotu. Wyniki wielu doświadczeń wskazują, że wpływ tanin na dekompozycję materii organicznej jest ważnym elementem regulacji procesów i struktury ekosystemu. Hamowanie reakcji rozkładu jest efektem utrudnienia działania enzymów hydrolitycznych wobec białek połączonych z taninami oraz zahamowania aktywności wielu enzymów zaangażowanych w proces dekompozycji. Dzięki obecności tanin związki azotowe gromadzą się w zwiększonych ilościach w humusie, stanowiącym wierzchnią warstwę gleby. Zgromadzone organiczne formy azotu mogą być niedostępne dla niektórych roślin, jednak są dostępne dla tych gatunków, które tworzą mikoryzę. Grzyby mikoryzowe stopniowo pozyskują azot z martwej materii organicznej nie dopuszczając do jego ucieczki z obiegu. Modyfikacja obiegu azotu dotyczy głównie ekosystemów leśnych.